# Ariadna oreades
Ariadna oreades là một loài nhện trong họ Segestriidae.
Loài này thuộc chi Ariadna. Ariadna oreades được Eugène Simon miêu tả năm 1906.